# Дукат польского восстания 1831 года
Дукат польского восстания 1831 года (пол. Dukat 1831) — золотая монета — дукат 1831 года, отчеканен на Варшавском монетном дворе, повторял Нидерландский дукат. Изъят обращения с 1 июня 1838 года.

## История

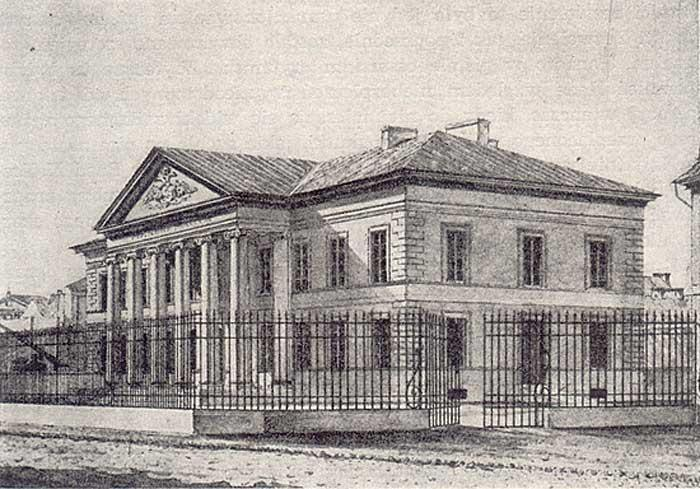
Варшавский монетный двор (1816—1864)

Польское восстание против власти Российской империи, началось 29 ноября 1830 года и охватило Польшу, Белоруссию и Литву. Во время восстания 1830—1831 годов Национальное правительство решило выпускать собственные деньги.
Золотые монеты польского восстания 1830—1831 годов были отчеканены в 1831 году по Указу временного Польского правительства на Варшавском монетном дворе. Несмотря на отсутствие российской атрибутики они ныне относятся коллекционерами к российской тематике. Осенью 1831 года руководство восстания, после его поражения, остановило выпуск этих монет.
Дукаты польского восстания в целом подражали нидерландским дукатам, имевшим название мятежный дукат. Дукат 1831 года, отчеканенный на Варшавском монетном дворе, отличался от нидерландского дуката наличием изображения орла справа от головы рыцаря. После поражения восстания «мятежные» монеты обращались в Царстве Польском до 1 июля 1838 года. Всего было выпущено монет (кроме дукатов) на 2,1 млн злотых, изъято и переплавлено — на 1 млн злотых. Недолгое хождение «мятежных» монет обусловило несколько более высокую степень их сохранности, по сравнению с русско-польскими монетами тех же номиналов, находившимися в денежном обращении польских губерний до 1891 года.

## Аверс
На стороне аверс монеты изображена фигура стоящего рыцаря в доспехах с поднятым мечом в правой руке и стрелами в левой руке. С двух его сторон изображены цифры 18 и 31. Перед лицом рыцаря — небольшое изображение орла. По периметру монеты выполнена надпись: «CONCORDIA RES PARVAE CRESCUNT»/ Около меча изображен горящий факел.
К разновидностям относится наличие точки перед факелом, за ним или без точки.

## Реверс
На реверсе монеты в квадратной рамке выполнена в четырех строках надпись «MO.AVAR. / REG.BELGII/ AD LEGEM / IMPERII». За рамкой выполнен орнамент с розетками.

## Описание
Монета отчеканена на Варшавском монетном дворе, золото 983 пробы. Диаметр монеты — 21,4 мм, вес — 3.4897 г, от бортика выполнено наклонное зазубрение. Всего было выпущено 163 205 монет.
Информация о монетах и степень редкости по шкале Шелдона-Брина представлена в таблице:
|            | Отличия             | Степень редкости | Количество копий |
| ---------- | ------------------- | ---------------- | ---------------- |
| Дукат 1831 | точка перед факелом | R1               | 15 001–80 000    |
| Дукат 1831 | точка после факела  | R2               | 3 001-15 000     |
| Дукат 1831 | без точки           | R3               | 601-3000         |